# Diecezja wschodnioangielska
Diecezja wschodnioangielska (Diocese of East Anglia) – diecezja Kościoła rzymskokatolickiego we wschodniej Anglii, w metropolii westminsterskiej. Obejmuje hrabstwa Suffolk, Norfolk i Cambridgeshire. Siedzibą biskupa jest Norwich. Diecezja powstała 13 marca 1976 roku w wyniku podziału diecezji Northampton.

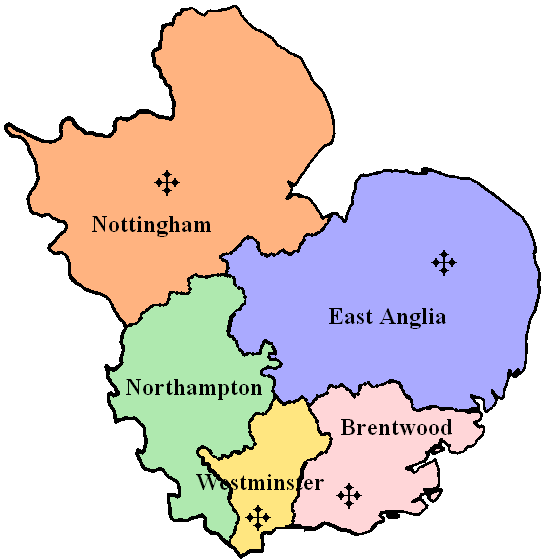
Diecezja na mapie metropolii (zaznaczona na niebiesko)
